# Åby IF
Åby IF är en sportklubb i Norrköpings kommun inom Åby och Jursla-området.
Föreningen bildades den 22 oktober 1922 och bedriver senior- och ungdomsverksamhet inom fotboll och gymnastik.
Medlemsantalet uppgick år 2015 till totalt 950, varav ca 750 aktiva samt 200 stödmedlemmar. De aktiva ingår i de 40 lag och grupper som finns representerade i verksamheten, vilket gör klubben till Norrköpings näst största fotbollsklubb.
Fotbollssektionen bedriver sin huvudsakliga verksamhet på Åby IP som invigdes 1933, men också på planerna Humpen och Gaddensvall. Föreningen har också här sitt klubbhus.
Fotbollsspelaren och tränaren Georg "Åby" Ericson spelade i klubben 1933, 1935-1938 samt 1952-1953. Han var även tränare åren 1950-1954.
Åby IF vann division 4 år 2021 och blev därmed uppflyttade till division 3 för första gången på över 50 år. Säsongen efter blev dock en katastrof och de blev direkt nedflyttade till division 4 igen. Detta resulterade i att de flesta "nyckelspelarna" valde att lämna klubben.